# Seniorzy Sarku
Seniorzy Sarku
- Hellier de Carteret (1563–1578)
- Philippe de Carteret I (1578–1594)
- Philippe de Carteret II (1594–1643)
- Philippe de Carteret III (1643–1663)
- Philippe de Carteret IV (1663–1693)

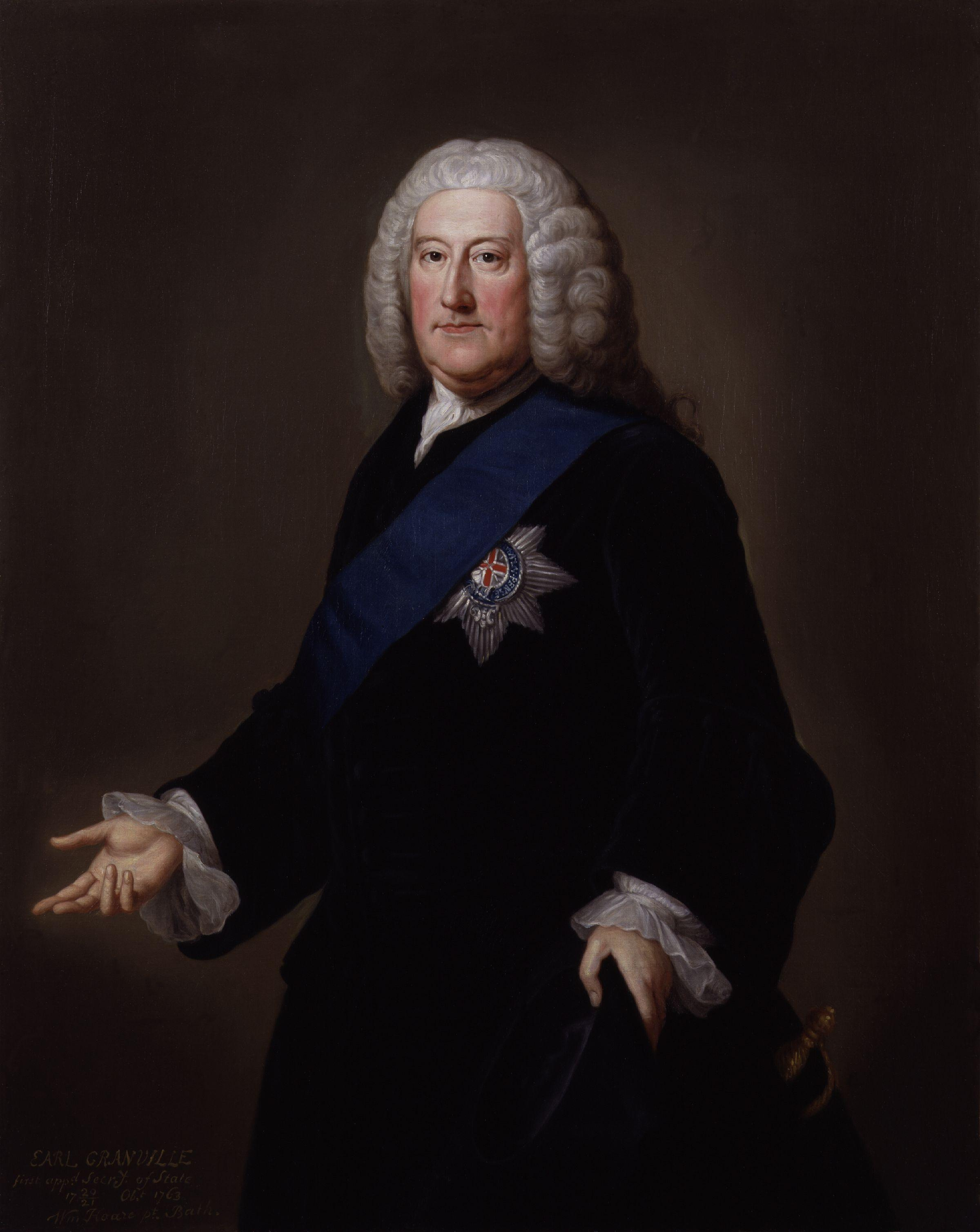
Charles de Carteret (1693–1715)
- John Carteret (1715–1720)
- John Johnson (1720–1723)
- James Milner (1723–1730)
- Susanne le Pelley (1730–1733)
- Nicolas le Pelley (1733–1742)
- Daniel le Pelley (1742–1752)
- Pierre le Pelley I (1752–1778)
- Pierre le Pelley II (1778–1820)
- Pierre le Pelley III (1820–1839)
- Ernest le Pelley (1839–1849)
- Pierre Carey le Pelley (1849–1852)
- Marie Collings (1852–1853)
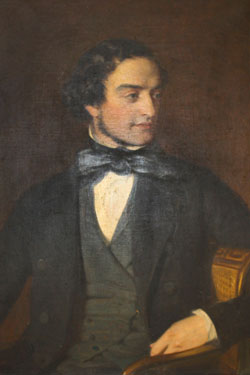
William Thomas Collings (1853–1882)
- William Frederick Collings (1882–1927)
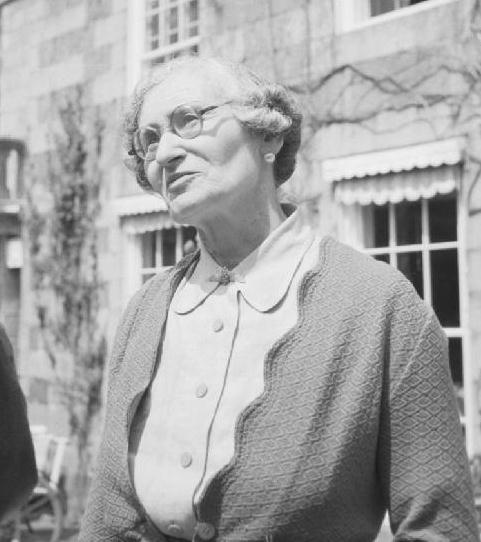
Sibyl Mary Hathaway (1927–1940) i (1945–1974)
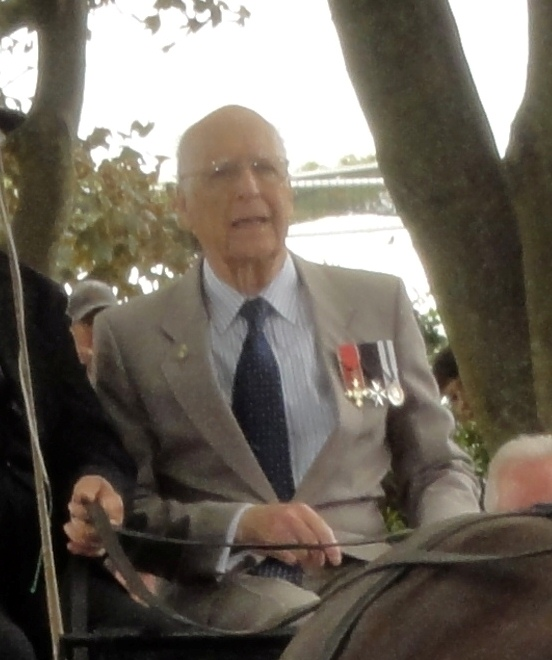
John Michael Beaumont (1974-2016)
- Christopher Beaumont (2016-)

Administratorzy niemieccy
- Stefan Herdt 1940–1942
- Johann Hinkel 1942–1945

- John Carteret (1715–1720)
- William Thomas Collings (1853–1882)
- Sibyl Hathaway (1927–1974)
- John Michael Beaumont (1974-2016)